# Ейстейн Бротен
Ейстейн Бротен (норв. Øystein Bråten) — норвезький фристайліст, спеціаліст зі слоупстайлу та біг-ейру, олімпійський медаліст, переможець та призер Х-ігор. 
Золоту олімпійську медаль та звання олімпійського чемпіона Бротен  виборов на Олімпіаді 2018 року в корейському Пхьончхані в змаганнях зі слоупстайлу. 

## Зовнішні посилання
- Досьє на сайті Пхьончханської олімпіади [Архівовано 21 квітня 2018 у Wayback Machine.]

## Виноски
1. ↑  https://www.teamnor.no/profiler/freeski/oystein-braten/
2. ↑  Freebase Data Dumps — Google.
3. 1 2  Olympedia — 2006.
4. ↑  Men's slopestyle results